# Kyselina thiokyanatá
Kyselina thiokyanatá (zastarale kyselina rhodanovodíková) je chemická sloučenina se vzorcem HSCN, která se vyskytuje ve směsi se svým izomerem, kyselinou isothiokyanatou (HNCS). Je sirným analogem kyseliny kyanaté (HOCN).
U HSCN se předpokládá, že má v molekule trojnou vazbu mezi uhlíkem a dusíkem. Byla pozorována spektroskopicky, nebyla však izolována jako čistá látka.
Soli a estery kyseliny thiokyanaté se nazývají thiokyanatany (též zastarale rhodanidy). Soli se skládají z thiokyanatanového aniontu (SCN−) a příslušného kovového kationtu (např. thiokyanatan draselný, KSCN). Estery kyseliny thiokyanaté mají obecnou strukturu R-SCN.